# Milotice nad Bečvou
Milotice nad Bečvou (in tedesco Milotitz an der Betschwa) è un comune della Repubblica Ceca facente parte del distretto di Přerov, nella regione di Olomouc.